# Lake Mouat
Der Lake Mouat ist ein See im Southland District der Region Southland auf der Südinsel von Neuseeland.

## Namensherkunft
Der See wurde von dem Landvermesser John Hay nach Malcolm Mouat benannt, der einen Teil von Fiordland erforscht hatte.

## Geographie
Der 83,6 Hektar große See befindet sich auf einer Seehöhe von 193 m, rund 6,5 km westlich des 42,5 km² großen Lake Poteriteri am südsüdwestlichen Ende der Südinsel. Der längliche See erstreckt sich über eine Länge von rund 3,1 km mit einer Nordnordwest-Südsüdost-Ausrichtung und misst an seiner breitesten Stelle rund 320 m in Ost-West-Richtung. Der Umfang des Sees beträgt rund 7,38 km.
Gespeist wird der Lake Mouat von verschiedenen kleinen Gebirgsbächen und von einem nicht näher bezeichneten Stream, der als Hauptzufluss von Norden her gilt. Entwässert wird der See an seinem südsüdöstlichen Ende über einen ebenfalls nicht näher bezeichneten Stream in den Lake Poteriteri.
Als Teil der Cameron Mountains ist der See auch Teil des Fiordland National Park.